# Europarlamentari pentru Regatul Unit
Aceasta este o listă a europarlamentarilor pentru Regatul Unit, împărțită pe sesiuni.
- Delegație (1973)
- 1 termen (1979)
- 2 termen (1984)
- 3 termen (1989)
- 4 termen (1994)
- 5 termen (1999)
- 6 termen (2004)